# Gyai Qu
Gyai Qu (kinesiska: Jie Qu, 姐曲) är ett vattendrag i Kina. Det ligger i den autonoma regionen Tibet, i den sydvästra delen av landet, omkring 400 kilometer nordost om regionhuvudstaden Lhasa.
Genomsnittlig årsnederbörd är 884 millimeter. Den regnigaste månaden är juni, med i genomsnitt 178 mm nederbörd, och den torraste är december, med 3 mm nederbörd.